# Julia Widgrén
Julia Widgrén (25. prosince 1842, Vaasa – 1917, Vaasa) byla finská fotografka. Byla jednou z prvních profesionálních fotografek ve Finsku.

## Životopis
V letech 1866 až 1904 měla studio ve Vaase a předpokládá se, že první fotografie Vaasy pořídila ona. Měla také fotografická studia mimo město Vaasa. Na počátku 90. let 20. století existovalo ve Finsku asi 65 fotografek. Její nejznámější fotografie je dvojportrét Antti Isotalo a Antti Rannanjärvi, kteří sedí svázaní v řetězech. Snímek byl vystaven na výstavě domácího průmyslu Vaasa a získal tam velkou pozornost. Je známá svými obrazy lidí v národních lidových krojích z Österbottenu, které do svých malovaných obrazů přetvořili umělci Rudolf Åkerblom a Arvid Liljelund.

## Galerie

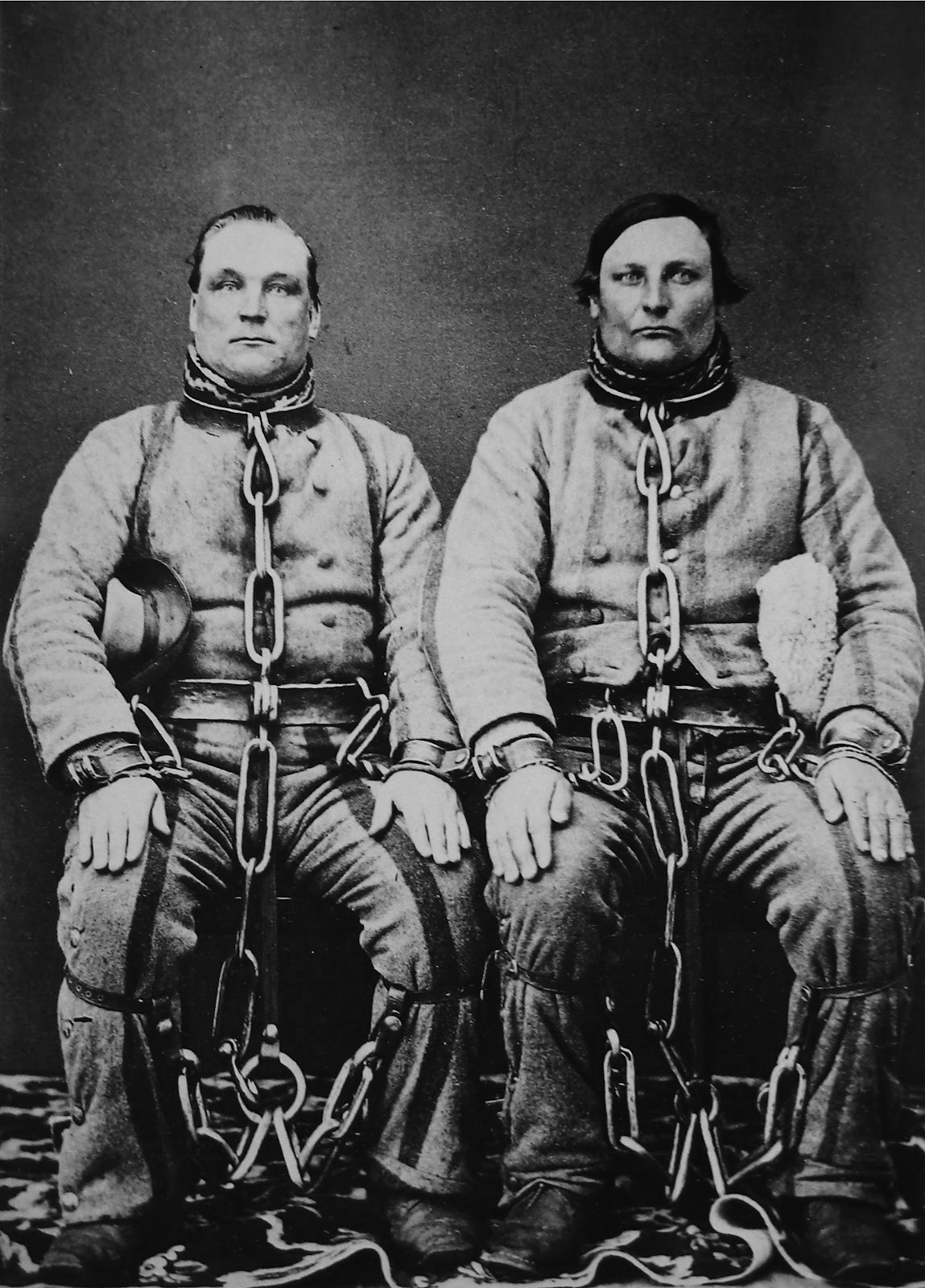
Antti Rannanjärvi & Antti Isotalo
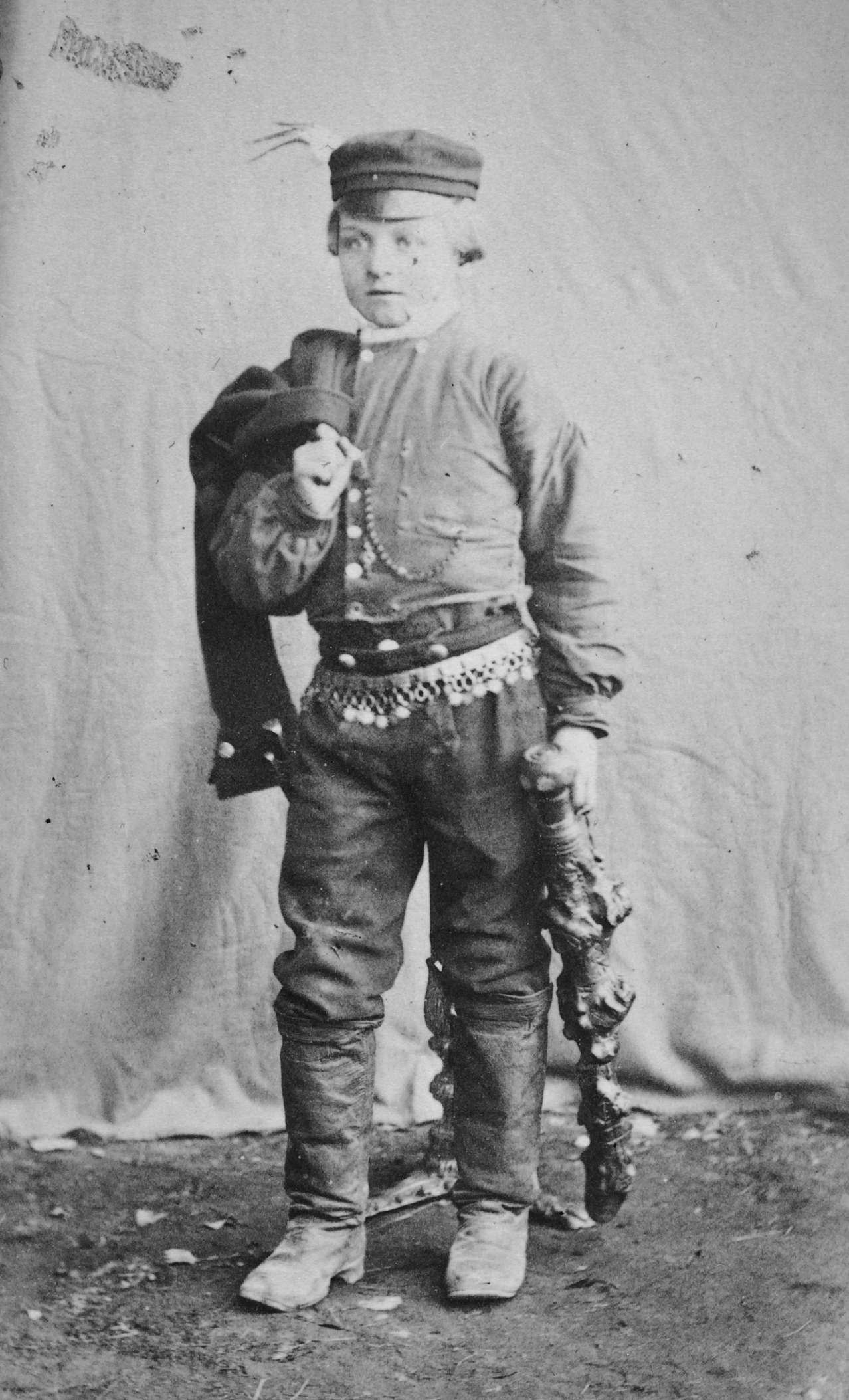
Arpakapula
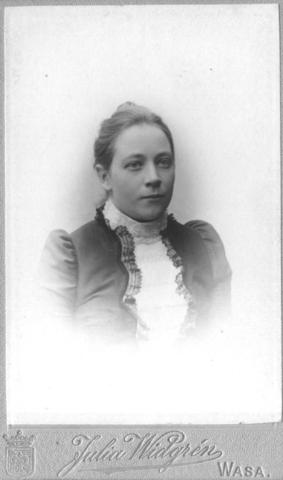
Elin Ansas
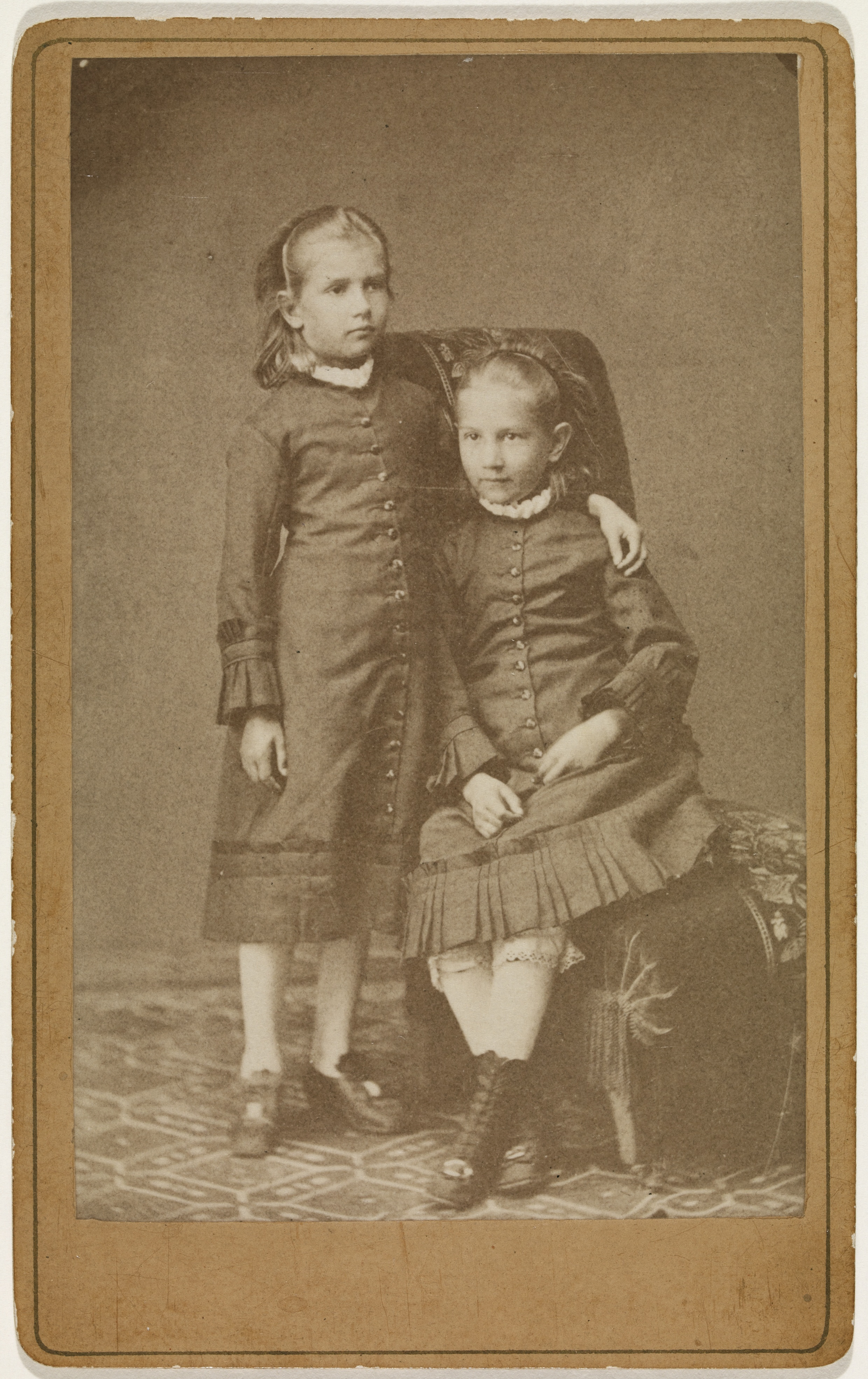
Portrétní fotografie dětí
Zachris Zachrisson